# Xestia darroensis
Xestia darroensis är en fjärilsart som beskrevs av Ribbe 1912. Xestia darroensis ingår i släktet Xestia och familjen nattflyn. Inga underarter finns listade i Catalogue of Life.